# FC Baia Zugdidi
Baia Zugdidi este un club de fotbal din Zugdidi, Georgia, care în prezent joacă în Umaglesi Liga, prima ligă georgiană de fotbal.